# 南門町 (嘉義市)

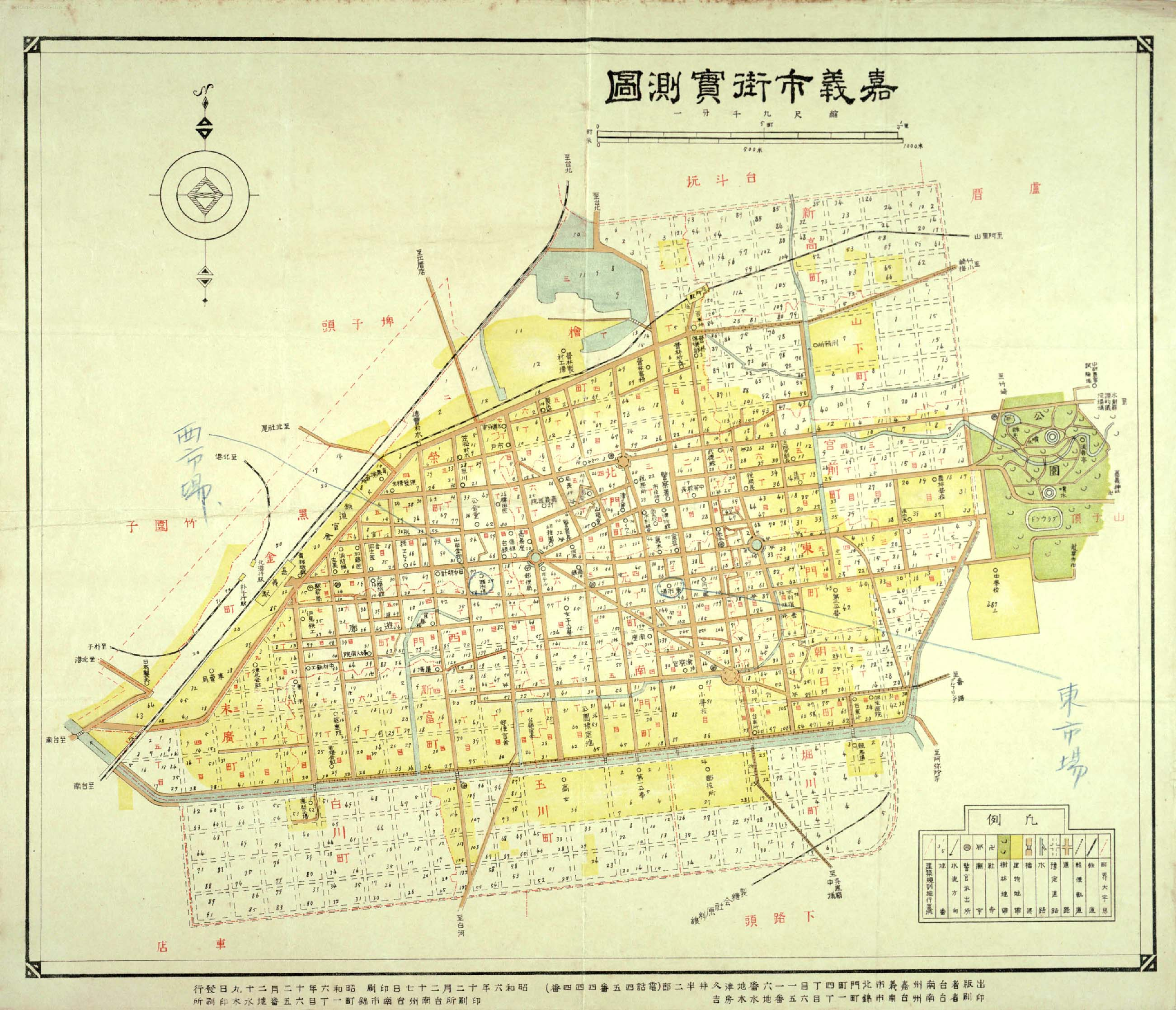
1931年嘉義市街圖

南門町是台南州嘉義市於台灣日治時代1930年至1945年之行政區，由東至西分為7個丁目，大致位在延平街、共和路、垂楊路、文化路之間的地區，為現今地籍南門段一至七小段之範圍。

## 町內設施
- 二丁目：旭小學校（今民族國小）、嘉義女子技藝學校（嘉義國中前身）、南門町警察官吏派出所（今南門派出所）
- 四丁目：南座（現 嘉義in89豪華影城）
- 五丁目：嘉義倉庫信用組合[1]